# 陕西行都指挥使司
陕西行都指挥使司，明朝五个行都指挥使司之一，在河西走廊设置的行政区划。
元朝甘肃等处行中书省，治甘州路。洪武五年（1372年）十一月置甘肃卫。二十五年（1392年）罢。洪武七年（1374年），在河州（今甘肃临夏）设西安行都卫指挥使司。二十六年（1393年），陕西行都指挥使司自庄浪徙置於甘州。领十二卫，四守御千户所。距布政司（西安府）二千六百四十五里，属于右军都督府。下设甘州左衛、甘州右衛、甘州中衛、甘州前衛、甘州後衛、陝西甘肅衛、永昌衛、涼州衛、莊浪衛、西寧衛、山丹衛、肅州衛、鎮番衛、鎮夷千戶所、古浪千戶所、高臺千戶所。

## 延伸阅读
[在维基数据编辑]
 《欽定古今圖書集成·方輿彙編·職方典·陝西行都司部》，出自陈梦雷《古今圖書集成》